# Phủ Na
Phủ Na hay còn gọi là Na Sơn Động Phủ nằm ở chân dãy núi Nưa thuộc xã Xuân Du, huyện Như Thanh, Thanh Hóa. Nơi đây là vùng đất linh thiêng và là nơi bà Triệu Thị Trinh dấy binh đánh quân xâm lược Đông Ngô (năm 248).

## Lịch sử
Phủ Na ra đời năm 1909 được xây dựng theo kiến trúc thời Nguyễn và năm 1993 được Nhà nước công nhận là Di tích lịch sử và thắng cảnh. Năm 2010, UBND tỉnh Thanh Hóa phê duyệt quy hoạch chi tiết Khu Di tích lịch sử và thắng cảnh Phủ Na với quy hoạch xây dựng chi tiết với diện tích 70ha.

## Địa điểm
Na Sơn là đỉnh núi cao nhất trong dãy núi Nưa, điều đặc biệt là từ trên đỉnh núi cao từ 550m có một mạch nước ngầm tuôn trào trong vắt chảy suốt ngày đêm.